# Saint-Loup-du-Gast
Saint-Loup-du-Gast es una población y comuna francesa, en la región de Países del Loira, departamento de Mayenne, en el distrito de Mayenne y cantón de Gorron.

## Demografía
| 321 | 315 | 282 | 263 | 303 | 305 |
| Para los censos de 1962 a 1999 la población legal corresponde a la población sin duplicidades (Fuente: INSEE [Consultar]) |     |     |     |     |     |